# Josep Antoni Buxeres i Abat
Josep Antoni Buxeres i Abat   (Martorell, 1820 - Barcelona, 1884) fou un advocat i erudit català del segle xix, fill d’Antoni Buxeres i Rosés.

## Biografia
Es va ocupar de qüestions agrícoles, fundà l’Associació Rural de Catalunya i defensà el dret civil català. Va ser director del setmanari barceloní El Paladín (1875), i col·laborà també al Diario de Barcelona, La Veu de Montserrat i altres publicacions.
Com a administrador de finques dels comtes de Sobradiel, el 1857 convencé la comtessa María Teresa Álvarez de Toledo y Palafox per a que vengués el Palau Reial Menor al seu principal llogater, Manuel de Compte i Ferran. En un dels millors solars (Palau, 5 i Comtessa de Sobradiel, 7), Buxeres es va fer construir una casa segons el projecte de l'arquitecte Elies Rogent, inspirat en el Rundbogenstil alemany.